# نانسی کوای
نانسی کوای چوک ییو (متولد ۱۵ فوریه ۲۰۰۰) خواننده و بازیگر هنگ کنگی است.
کوای در ۱۵ فوریه ۲۰۰۰ در هنگ کنگ به دنیا آمد. او در جوانی به عنوان علاقه از خواندن لذت می‌برد، اما هرگز به این فکر نمی‌کرد که یک خواننده حرفه ای باشد. کوای در دانشگاه لینگنان تحصیل کرد و با لیسانس هنر در مطالعات فرهنگی فارغ‌التحصیل شد.